# 驚險大挑戰加拿大版
《驚險大挑戰加拿大版》（英語：The Amazing Race Canada）是一個以美國真人秀節目《极速前进》為藍本的加拿大版本。節目內容為多隊由兩位本身有關係的加拿大人所組成的參賽隊伍，遊歷全國不同地方，並完成不同任務之淘汰賽，以爭奪最終冠軍之獎金25萬加拿大元、各隊員一部雪佛蘭Stingray、以及一年內無限次乘搭加拿大航空頭等客位 。節目由加拿大運動員莊拿芬·蒙哥馬利主持，Insight Productions聯同貝爾傳媒攝製，並於2013年7月15日在貝爾傳媒旗下的CTV電視網首播。

## 比賽結果
下表列出全部參賽隊伍及隊員關係（節目拍攝當時之關係），以名次先後排名。注意當中列作的資料未必完全反映電視播放時的情況，因表中可能會納入或排除某些數據。
| 隊伍              | 關係                 | 分段比賽成績 | 分段比賽成績 | 分段比賽成績 | 分段比賽成績 | 分段比賽成績 | 分段比賽成績 | 分段比賽成績 | 分段比賽成績 | 分段比賽成績 | 分段比賽成績 | 路障完成數目         |
| 隊伍              | 關係                 | 1            | 2            | 3            | 4ε           | 5ƒ           | 6            | 7            | 84           | 9            | 10           | 路障完成數目         |
| ----------------- | -------------------- | ------------ | ------------ | ------------ | ------------ | ------------ | ------------ | ------------ | ------------ | ------------ | ------------ | -------------------- |
| Tim Sr. & Tim Jr. | 父子                 | 6th2         | 6th          | 7th          | 5th          | 2nd ⊃        | 5th          | 2nd          | 2nd          | 3rd          | 1st          | Tim Sr. 5, Tim Jr. 5 |
| Jody & Cory       | 兄弟                 | 7th          | 3rd          | 5th          | 6th          | 4th          | 2nd          | 1st          | 1st          | 1st          | 2nd          | Jody 5, Cory 5       |
| Vanessa & Celina  | 姊妹                 | 5th          | 5th          | 4th          | 4thə         | 3rd          | 3rd          | 4th          | 4th          | 2nd          | 3rd          | Vanessa 5, Celina 5  |
| Jet & Dave        | 好朋友               | 4th          | 7th          | 3rd          | 1st          | 1st          | 1st          | 3rd          | 3rd          | 4th          |              | Jet 5, Dave 5        |
| Brett & Holly     | 醫生夫婦             | 2nd          | 1st          | 6th          | 2nd          | 5th ⋐3       | 2nd          | 5th          |              |              |              | Brett 4, Holly 4     |
| Hal & Joanne      | 健身電視節目主持夫婦 | 3rd          | 2nd          | 1st          | 3rd          | 6th⊂⋑3       |              |              |              |              |              | Hal 3, Joanne 3      |
| Kristen & Darren  | 男女朋友             | 1st          | 4th          | 2nd          | 7th          |              |              |              |              |              |              | Kristen 2, Darren 3  |
| Jamie & Pierre    | 好朋友               | 8th          | 8th          |              |              |              |              |              |              |              |              | Jamie 2, Pierre 1    |
| Treena & Tennille | 攣生姊妹             | 9th2         |              |              |              |              |              |              |              |              |              | Treena 1, Tennille 1 |

- 紅：該隊已被淘汰。
- 下線藍：該隊最後抵達非淘汰中繼站而被待定淘汰，在下一賽段將面臨減速障礙（Speed bump）。
- 藍色賽程號碼：該賽段為雙賽段。（名次為該集結束時刻之順位）
- 紫ε：该隊使用「迅速通關卡」（Express pass）。如果在分段比賽數字旁，表示擁有第一張「迅速通關卡」（Express pass）的隊伍被淘汰.
- 桃紅 ə：该隊之前被給予第二張「迅速通關卡」（Express pass），並在此分段比賽中使用。
- 綠ƒ：該隊贏得「通行證」（Fast Forward）。而附有綠ƒ的賽程號碼表示雖然該賽段有通行證但並無隊伍選擇使用。
- 棕⊃：该队使用迴轉，⊂是被指定迴轉的隊伍
- 深青⋑：该队在雙重迴轉時使用迴轉，⋐是被指定迴轉的隊伍
- 斜體粉的賽程號碼：該賽段提示站並無設強制休息時段，隊伍被指示立即進入下一賽段繼續比賽，而本賽段的首名隊伍照常獲賽段獎項。

### 脚註
1. ^  第一分段沒有繞道，但有兩個路障。一名隊員完成第一個路障後，另一名隊員需完成第二個路障。
2. ^a b  Tim Sr./Tim Jr.和Treena/Tennille原本分別為第五名和第八名抵達中繼站的隊伍，但兩隊皆沒有在尼亞加拉蝴蝶館内提取全數兩個任務線索信封，因此被罰延時30分鐘，名次因此分別降至第六名和第九名，Treena/Tennille亦因此被淘汰出局。
3. ^ Brett & Holly與Hal & Joanne原先分別是第三與第六個抵達中繼站的隊伍，然而兩隊均未完成路障並都接受兩小時的罰時，所以Hal & Joanne被淘汰出局。
4. ^ 本賽段為加長賽段，隊伍在此賽段結束後直接進入下一賽段。而在第一個抵達此賽段提示站的隊伍，依然可獲得獎品。另外，本賽段雖然設有雙重迴轉，但沒有任何隊伍使用。

## 旅程
安大略省 →   →    →   →  育空地區 →  薩斯喀徹溫省 →  魁北克省 →  努納武特地區 →  新斯科舍省 →  紐芬蘭與拉布拉多省 →  安大略省

## 每集标题语录
每集標題通常引用自參加者說過的話。
1. "Where in the World is Ogopogo?"（歐戈波戈在哪？） –
2. "Se Hou Leng" （粵語：“寫得好靚”，即“寫得很漂亮”）– 書法繞道項目的評判（非參賽者）
3. "Hoodoos and Hoodonts" –Hal
4. "Grab a Nug" – Dave
5. "Death By Lentils" – (未知)
6. "Check the Cannons!" – Jody
7. "We Don't Have Time for the Bathroom" – Tim Sr.
8. "Clutch and Release" – Vanessa
9. "Ah-mazing" – Jet & Dave
10. "The Family Race Off" – Producer Named

## 賽段獎項
本獎項頒發給部分賽段的冠軍隊，下表列出該些賽段的獎項。旅遊獎項由加拿大航空提供。
- 第1段 - 两张迅速通关卡，及兩張來回悉尼的機票
- 第2段 - 兩張來回亞洲任何一處地方的機票
- 第3段 - 兩張來回美國任何一處地方的機票
- 第4段 - 墨西哥坎昆旅遊
- 第5段 - 兩張來回加拿大任何一處地方的機票
- 第6段 - 兩張來回歐洲任何一處地方的機票
- 第7段 - 兩張來回加勒比海地區任何一處地方的機票
- 第8段 - 兩張來回南美洲任何一處地方的機票
- 第9段 - 加拿大航空提供的一年高空白金服务和通过黑莓Z10手机视频聊天的机会
- 第10段 - 奖金25万加拿大元、每名队员一部雪佛兰Stingray以及一年内无限次乘搭加拿大航空头等客位

## 賽程摘要

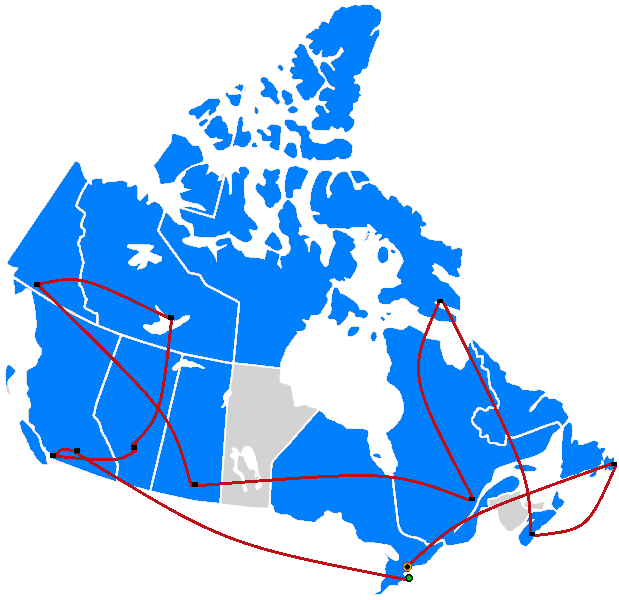
《驚險大挑戰加拿大版》第一季路線圖

### 第1段（安大略省→卑詩省）
播出日期：2013年7月15日

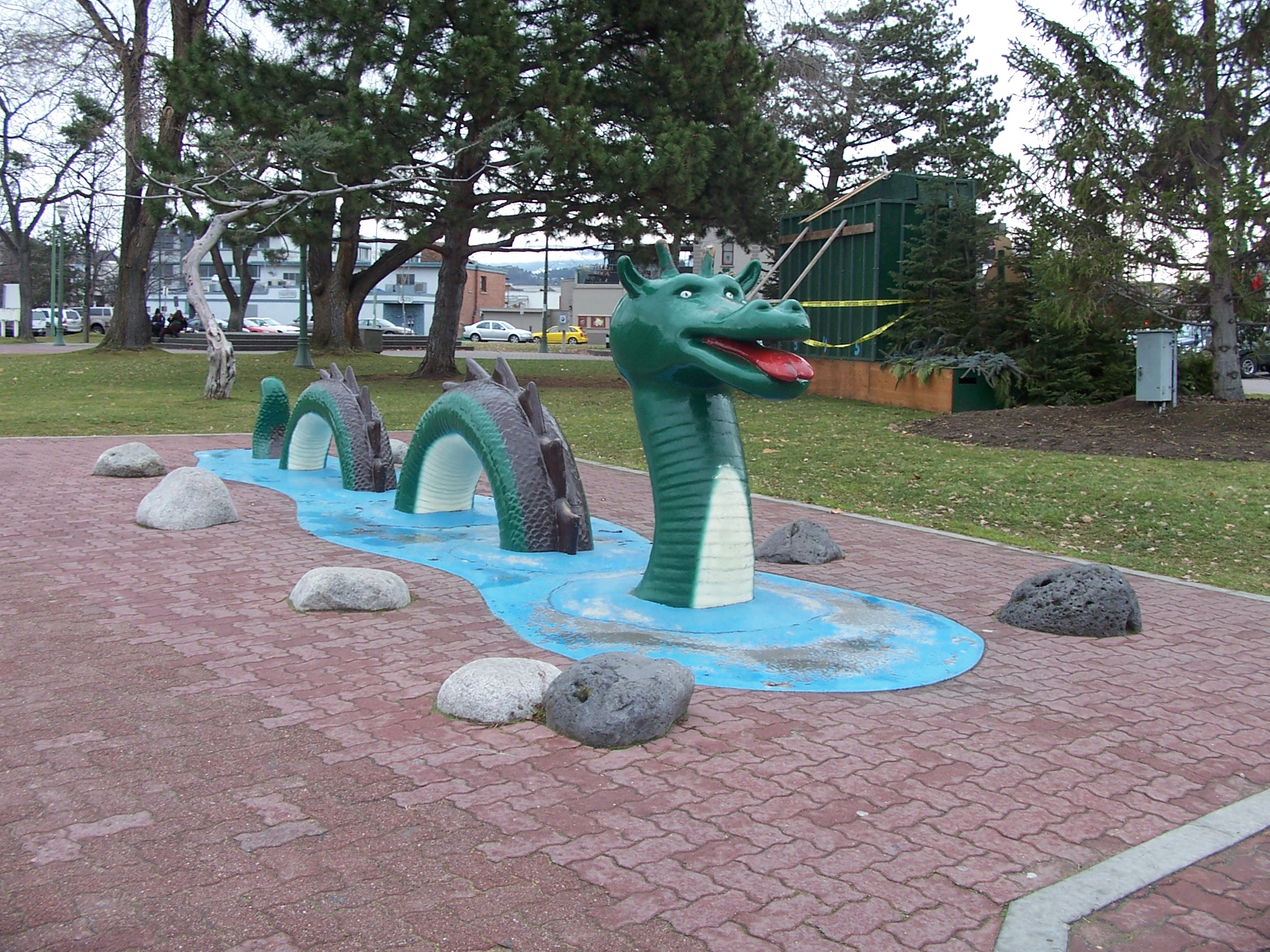
在《驚險大挑戰加拿大版》的首個路障中，各隊需找尋傳說生存在奧卡納干湖水底的湖怪歐戈波戈

- 加拿大 安大略省 尼亞加拉瀑布城（Oakes Garden Theatre Park）（起點）
- 尼亞加拉瀑布城（尼亞加拉蝴蝶館）
- 由密西沙加（多倫多皮爾遜國際機場）飛往卑詩省 基隆拿（基隆拿國際機場）
- 基隆拿（斯圖爾特公園 （页面存档备份，存于）内的大熊雕塑）
- 基隆拿（基隆拿遊艇會 （页面存档备份，存于））（在此過夜）
- 基隆拿（湖濱水上活動中心）
- 奧卡拿根高地（邁拉-貝爾維尤省立公園 – 貝爾維尤鐵路高架橋）
- 西基隆拿（鵪鶉門酒莊）

在第一季首個路障中，各隊需租用一艘水上電單車，再依照一張簡陋的地圖所指示前往奧卡納干湖上一座潛水站。其中一名隊員需帶上潛水器材，再潛到湖底來找尋湖怪歐戈波戈的雕塑，並在此拿取任務線索。在第二個路障中，另一名隊員則需在一條吊在鐵路高架橋旁的架空橫樑上步行，在橫樑的盡頭拿取任務線索後再蹦极回地面，與隊友會合後繼續比賽。
附加任務：
- 尼亞加拉蝴蝶館内放置了九個生物展覽箱，每箱各有不同生物。各隊需從其中一箱内拿取全數兩個任務線索信封，即每個隊員各取一個信封。隊員若選擇從内藏較危險生物（如蠍子）的展覽箱拿取任務線索的話，便可獲得較早離開皮爾遜機場前往基隆拿機場的班機機位。
- 各隊需在大熊雕塑周圍找尋代表Interac扣數卡公司的黃色貨車模型，並在此拿取任務線索。任務線索内包括一張Interac扣數卡；此後各隊在各分段所獲取的資金將儲存在扣數卡上。

### 第2段（卑詩省）
播出日期：2013年7月22日

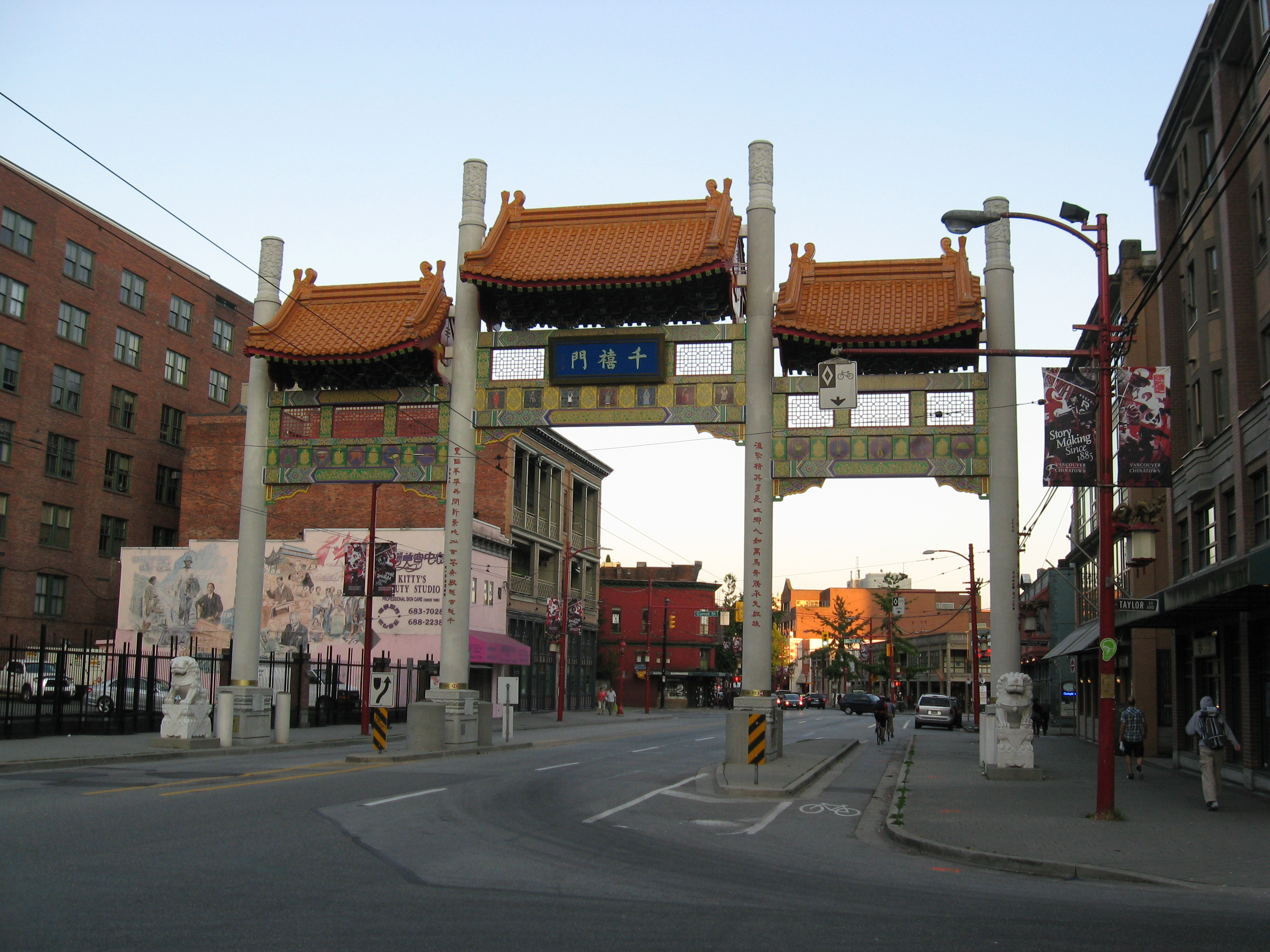
各隊在溫哥華到訪華埠千禧門牌坊

- 由基隆拿（基隆拿國際機場）飛往列治文海島（溫哥華國際機場）
- 海島（溫哥華國際機場 – 加拿大航空楓葉貴賓室 （页面存档备份，存于））
- 列治文（列治文奧林匹克橢圓速滑館）
- 溫哥華（華埠千禧門牌坊）
- 溫哥華（中華文化中心 （页面存档备份，存于） 或 天仁茗茶及中山公園）
- 溫哥華（DP World 貨櫃碼頭）
- 溫哥華（溫哥華會議中心）

在此段的路障中，各隊其中一名隊員需在1分30秒之内在速滑館賽道上完成兩周短道速滑。此段的繞道選項則為舞獅（Dance It）或書法（Draw It）。選擇舞獅的隊伍從中華文化中心拿取一張以繁體中文書寫的店鋪名單後，需往名單上的各戶店鋪拿取四項舞獅用具，再返回中華文化中心穿上戲服進行舞獅表演。選擇書法的隊伍則到華埠的天仁茗茶分店品嚐中式茶，茶杯底部印有十二生肖其中之一的簡體中文字。兩名隊員各自記熟自己茶杯上的中文字如何書寫後便前往中山公園，在此利用毛筆書寫該中文字。
附加任務：
- 各隊需到溫哥華港的 DP World 貨物起卸區，沿樓梯登上貨物起卸架，在頂部以望遠鏡找尋黃紅雙色旗幟，旗幟所在即為此段的中繼站。

### 第3段（卑詩省→亞伯達省）

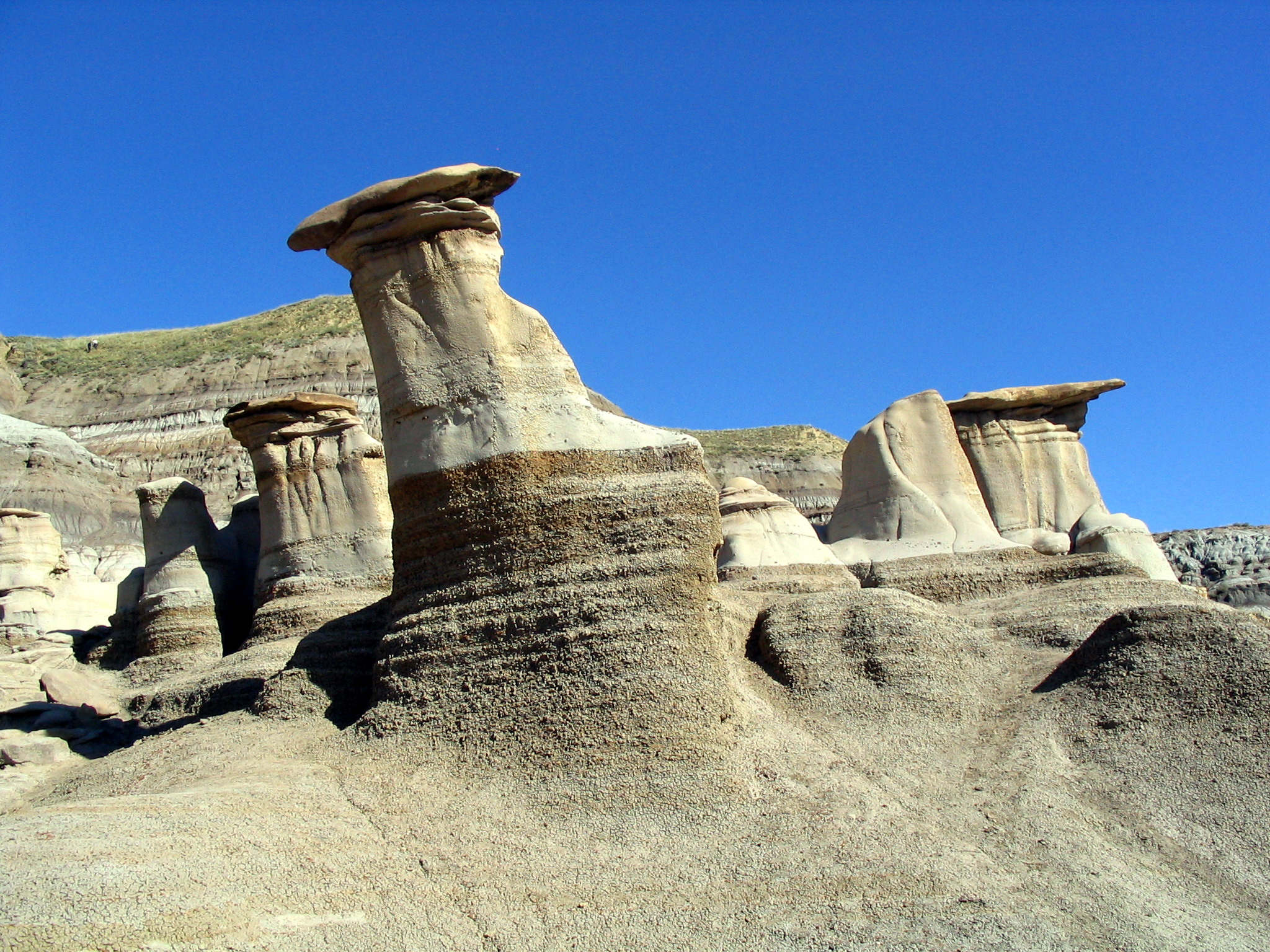
各隊在第3段到訪德拉姆黑勒鎮以東的奇形石柱（Hoodoos）

播出日期：2013年7月29日
- 溫哥華（尼可拉網咖 Nicola Internet Cafe）
- 由列治文海島（溫哥華國際機場）飛往 亞伯達省卡加利（卡加利國際機場）
- 卡加利（野牛雕塑 （页面存档备份，存于））
- 卡加利（牧場工人的食堂與舞廳 Ranchman's Cookhouse and Dancehall （页面存档备份，存于））
- 德拉姆黑勒（Drumheller）奇形石柱（Hoodoos）
- East Coulee（亞特力士煤礦場 （页面存档备份，存于））或中部省立公園 （页面存档备份，存于）（加拿大皇家蒂勒爾博物館）
- 德拉姆黑勒鎮（Drumheller）盜牛者峽谷（Horsethief Canyon） （页面存档备份，存于）

在此段的路障中，各隊其中一名隊員必須練習並表演加拿大的傳統舞蹈：排排舞（Line dance），如果評審滿意隊員的演出，該隊便能獲得下一個提示。本段繞道的選擇為一塊一塊堆（Lump by Lump）或 一片一片拼（Bone by Bone）。選擇一塊一塊堆的隊伍將前往亞特力士煤礦場，搭乘名為Linda的火車前往Wash House，換上採礦服裝後，使用鏟子鏟起煤礦填滿他們的採礦車。一旦採礦車完全填滿，且各隊的標籤正確掛在採礦車上，就能獲得下一個提示。選擇一片一片拼的隊伍將前往加拿大皇家蒂勒爾博物館觀看一個恐龍骨頭模型，之後他們要靠記憶拼出一個相同的恐龍骨頭模型。
附加任務：
- 各隊需在溫哥華的網絡咖啡室登入加拿大航空網站訂購前往卡加利的機票。

### 第4段（亞伯達省→西北地區→育空地區）
播出日期：2013年8月5日

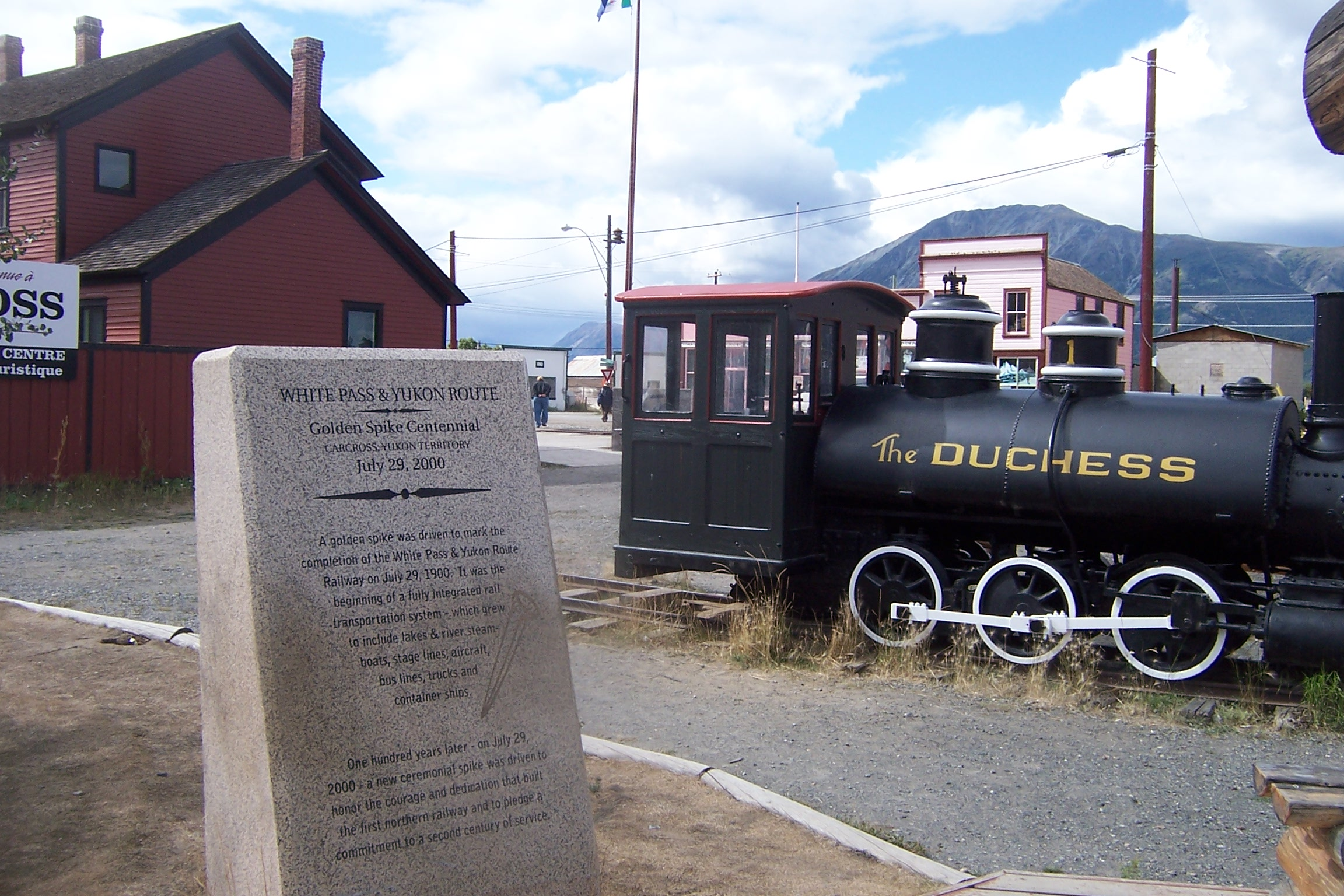
各隊抵達卡克羅斯後需找尋一架名為“公爵夫人號”（"The Duchess"）的蒸汽機車

- 由卡加利（卡加利國際機場）飛往 西北地區黃刀（黃刀機場）
- 黃刀（鄉野地區機師紀念碑 （页面存档备份，存于））
- 黃刀（政府碼頭）
- 黃刀（大奴湖 – 黃刀灣上住宿加早餐酒店 （页面存档备份，存于））
- 由黃刀（黃刀機場）飛往 育空地區卡克羅斯（卡克羅斯機場）
- 卡克羅斯（白坳及育空鐵路最後一根釘（英语：White Pass and Yukon Route#History） – “公爵夫人號”）
- 卡克羅斯（本納特湖（英语：Bennett Lake））
- 卡克羅斯（卡克羅斯沙漠）

在此段的路障中，各隊其中一名隊員需參與北極熊冬泳：冰封的湖水中開了一個洞，隊員身穿泳衣跳進冰冷的湖水後需游到洞的另一邊來領取任務線索。在此段的減速障礙中，Tim Jr. 和 Tim Sr. 需向一名假扮詩人塞爾維斯（Robert W. Service）的演員朗誦塞爾維斯名作“丹·麥格魯之槍斃”的頭四段；如有任何犯錯的話，兩人需由頭朗誦詩篇直至全對為止。本段繞道的選擇為育空補給線（Yukon Supply Run）或克朗代克淘金潮（Klondike Gold Rush）。選擇育空補給線的隊伍需利用製作人員提供的用具來建造一艘筏，再攜同補給物資把筏划至湖中來領取任務線索。選擇克朗代克淘金潮的隊伍則參與三項由該段淘金潮歷史啓發的遊戲：隊員先利用雙人木鋸來鋸木，然後將一把斧頭擲到木製標靶上。最後，一名隊員坐在獨輪車中，另一名隊員則戴上眼罩，由前者指示後者將獨輪車推至場所中不同地方，並以淘金盆來收取五塊“金塊”。
附加任務：
- 各隊完成路障後需返回黃刀機場，並在此為三班前往卡克羅斯包機的其中一班報到；每班包機隔20分鐘起飛。
- 各隊乘坐全地形車從繞道場所前往中繼站。

### 第5段（育空地區→沙斯加芝灣省）
播出日期：2013年8月12日
- 白馬（克朗代克號蒸汽船（英语：SS Klondike））

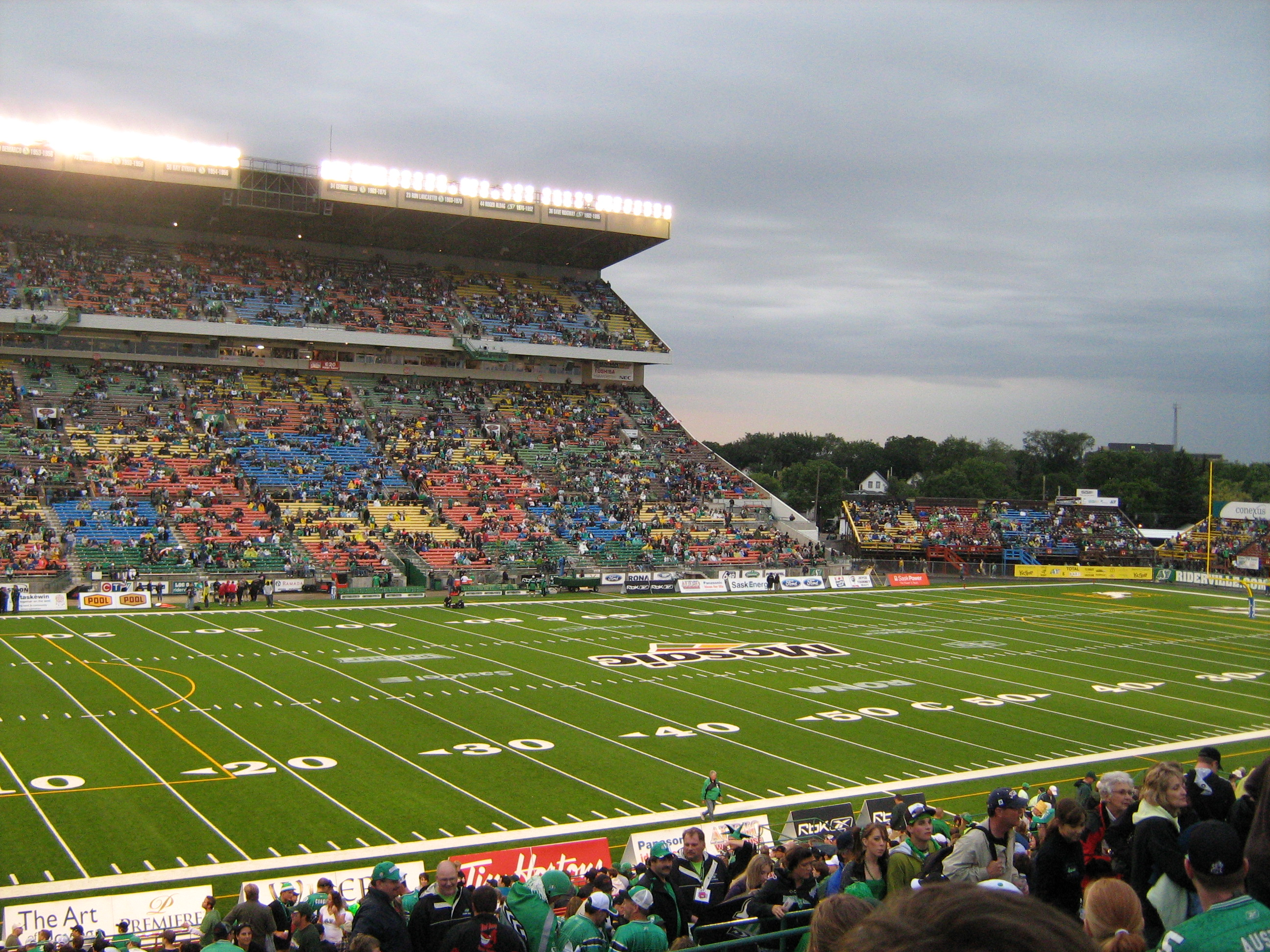
各隊在第5段需到利載拿的泰勒球場馬賽克體育館進行繞道任務

- 由白馬（埃里克·尼爾森白馬國際機場）飛往 沙斯加芝灣省利載拿（利載拿國際機場）
- 利載拿（Saskcan蓽豆貿易公司）
- 利載拿（加拿大皇家騎警傳統中心） (沒播出)
- 利載拿（利載拿市政廳）
- 利載拿（泰勒球場馬賽克體育館（英语：Mosaic Stadium at Taylor Field））
- 利載拿（泰勒球場馬賽克體育館内第26至27行之間的貴賓包廂）
- 利載拿（瓦斯坎納中心（英语：Wascana Centre））

在此段的路障中，各隊其中一名隊員需穿上加拿大皇家騎警警校學生制服，然後把一箱騎警制服拿到警校生睡房，把箱内制服整齊放進衣櫃内，並整理好房内的睡床。皇家騎警評判若認為房間整理妥當的話，便會發放下一個任務線索，否則便會把所有制服扔到床上，隊員需由頭開始。本段繞道的選擇為足球員（Brawn）或啦啦隊員（Beauty）。選擇足球員的隊伍需如加拿大式足球員般進行操練，包括成功接到傳球和把球射過球門橫杆之上及兩條門柱之間，未能成功完成任何一項操練的話便需繞著球場跑一周再由頭開始。選擇啦啦球員的隊伍則需練習排舞、側手翻和打筋斗，再在球迷前進行啦啦隊表演，若吉祥物認為表演達標的話便會發放下一個任務線索。
附加任務：
- 各隊抵達Saskcan蓽豆貿易公司後，需在裝滿扁豆的貨櫃裏找尋兩隻分別印有“RCMP”（加拿大皇家騎警）和“Heritage Site”（傳統中心）的麋鹿布偶，合起來即下一個目的地的線索。
- 各隊在利載拿市政廳戶外廣場需學跳烏克蘭傳統舞蹈，然後獲取任務線索。

### 第6段（沙斯加芝灣省→魁北克省）
播出日期：2013年8月19日
- 由利載拿（利載拿國際機場）飛往 魁北克省聖佛依（魁北克让·勒萨热国际机场）
- 利維（利維古堡國家古蹟）
- 由利維坐渡輪到魁北克市（魁北克城港口）
- 魁北克市（芳堤娜城堡 – 薩繆爾·德·尚普蘭塑像）
- 魁北克市（皇家廣場（法语：Place Royale (Québec)）或 Parc de la Cetière 及小尚普蘭街102號）
- 魁北克市（聖羅克花園（法语：Jardin de Saint-Roch））
- 魁北克市（亞伯拉罕平原）
- 魁北克市（戰地公園 – 聖但尼大道）

本段繞道的選擇為冰雕（Sculpt It）或壁畫（Spot It）。選擇冰雕的隊伍需從刻有星星、屋子或船隻外形的冰塊任擇其一，再利用鑿子將該冰塊鑿成冰雕來領取下一個任務線索。選擇壁畫的隊伍則需找尋一幕壁畫的仿製品；一些畫在原有壁畫上的物品沒有複製到仿製品上。那些隊伍之後需在魁北克老城區找尋該壁畫，然後回到仿製品所在，並憑記憶把仿製品上所欠缺的物品的魁北克法語名稱標牌貼在仿製品上，並需對應在原有壁畫上的位置，順利完成後領取下一個任務線索。在此段的路障中，各隊其中一名隊員需從廚師學習如何烹調可麗餅，顧客其後向隊員以魁北克法語落單，隊員之後需拿取正確的材料來烹調兩個甜可麗餅和兩個鹹可麗餅並送給顧客。顧客和廚師滿意隊員所作的可麗餅的話，便會發放下一個任務線索。
附加任務：
- 各隊由利維坐渡輪到魁北克城港口後需轉乘魁北克老城區纜索鐵路到芳堤娜城堡。
- 各隊需在亞伯拉罕平原學習玩袋棍球：各名隊員需從隊友接球再將球射進球門，兩人皆完成後便領取下一個任務線索。

### 第7段（魁北克省→努拿烏特地區）
播出日期：2013年8月26日

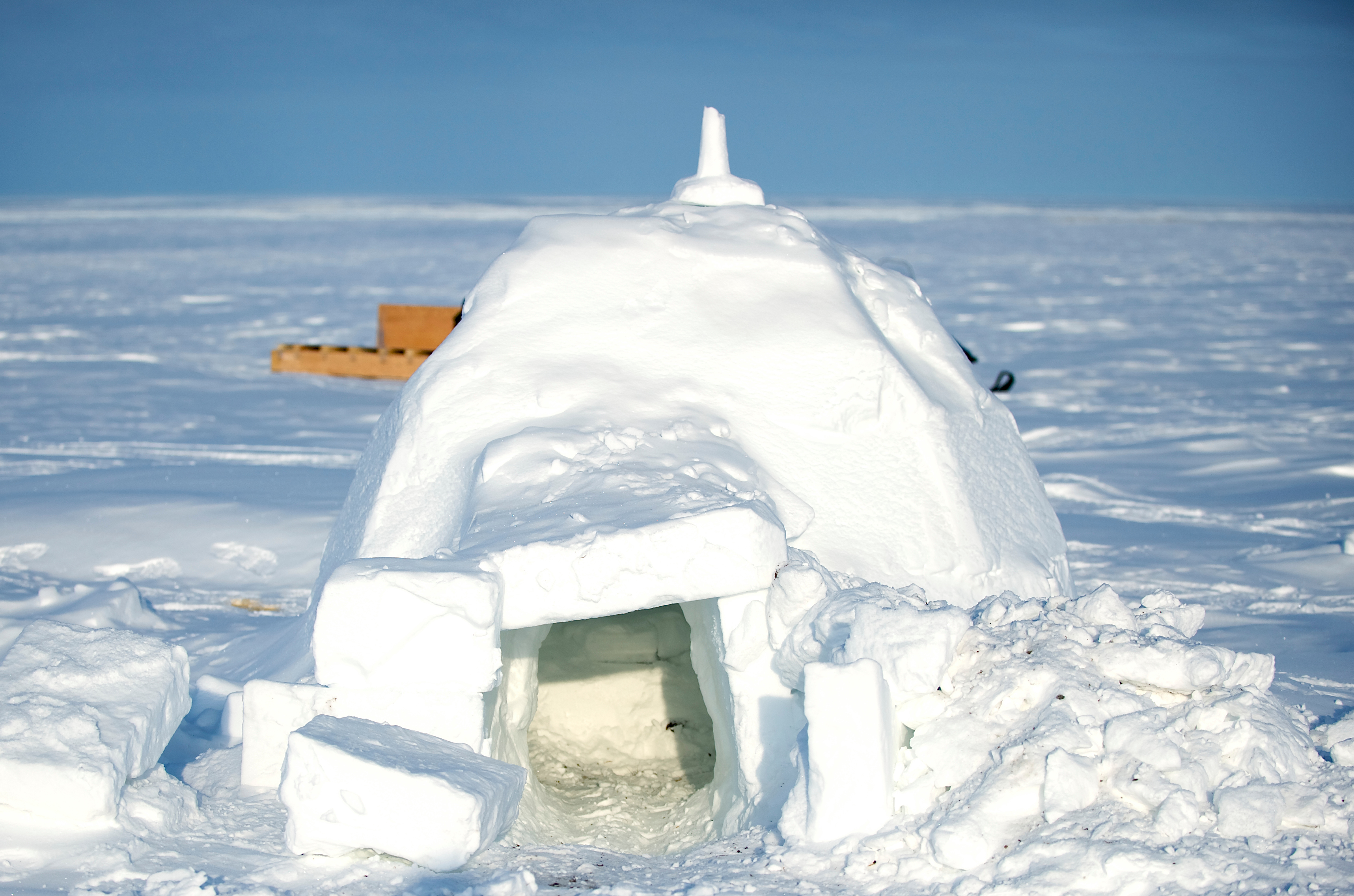
在第7段其中一個繞道項目中，隊員需建造一座冰屋

- 由聖佛依（魁北克让·勒萨热国际机场）飛往 努納武特地區伊魁特（伊魁特機場）
- 西爾維亞·格里内爾地區公園（西爾維亞·格里内爾河）
- 西爾維亞·格里内爾地區公園
- 佛洛比歇灣（英语：Frobisher Bay）
- 伊魁特（哈德遜灣公司交易場）
- Panoramic Outlook

本段繞道的選擇為狩獵（Harpoon Hunter）或冰屋（Igloo Builder）。選擇狩獵的隊伍需由一名隊員穿上雪鞋，另一名隊員坐在雪橇上，前者在凍原上拉後者一公里，之後兩人皆需把魚叉擲到標靶上，完成後兩人角色互換，原本坐在雪橇上的隊員需將雪橇拉回起點，然後再領取下一個任務線索。選擇冰屋的隊伍則需利用製作人員提供的用具及預先切割的冰塊來建造一座冰屋，因紐特長老若認為冰屋可抵禦北極嚴寒氣候的話便會發放下一個任務線索。在此段的減速障礙中，Tim Jr. 和 Tim Sr. 需帶領一支狗橇隊跨越冰封的佛洛比歇灣去領取一個食物儲存袋，將之帶回起點後再繼續比賽。在此段的路障中，各隊其中一名隊員需食用十塊鯨皮連脂肪（muktuk）。 
附加任務：
- 各隊抵達伊魁特機場後所領取的首個任務線索内容為因紐特語，以加拿大原住民音節文字書寫；各隊需將之翻譯。
- 各隊抵達西爾維亞·格里内爾地區公園後，需找尋兩名在西爾維亞·格里内爾河畔以喉音歌唱的原住民女士，欣賞她們的表演後從她們領取下一個任務線索。
- 各隊駕駛雪上摩托車跨越冰封的佛洛比歇灣前往哈德遜灣公司交易場。

### 第8段（努拿烏特地區→新斯科細亞省）
播出日期：2013年9月2日

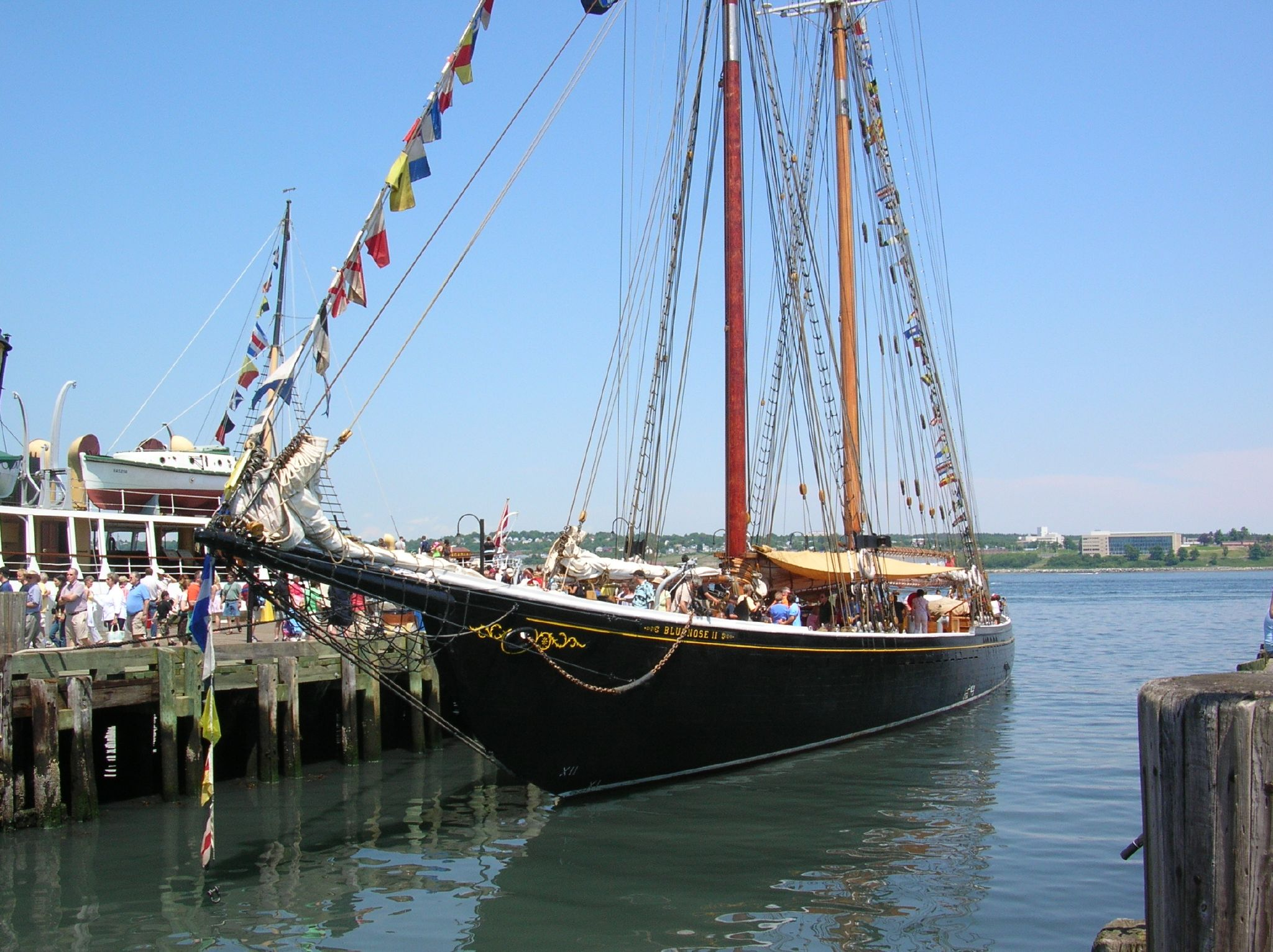
第8段的提示站為停靠在盧嫩堡海港的藍鼻號二世

- 由伊魁特（伊魁特機場）飛往 新斯科細亞省哈利法克斯（哈利法克斯羅伯特·洛恩·斯坦菲爾德國際機場）
- 21號碼頭
- 新斯科細亞省盧嫩堡馬宏灣鎮（英语：Mahome Bay (Town)）
- 馬宏灣鎮 聖約翰英國國教堂（St. John's Anglican Church） （页面存档备份，存于）（提示放在此教堂對面的街上）
- 馬宏灣鎮
- 新斯科細亞省盧嫩堡 大西洋漁業博物館（Fisheries Museum of the Atlantic）
- 盧嫩堡
- 馬宏灣鎮 聖約翰英國國教堂（此處設有雙重迴轉，但無隊伍使用）
- 盧嫩堡 藍鼻號二世 (船名)（英语：Bluenose II）

在此段的路障中，各隊其中一名隊員獲發一部黑莓Z10手機，手機裏載有一張稻草人的相片。隊員需在馬宏灣鎮内尋找相片中的稻草人，然後將該稻草人送到一個涼亭，再在涼亭裏找尋物資來造出一個一模一樣的稻草人，完成後用手機為仿製稻草人拍照，再給評判檢驗，評判滿意的話便發放下一道線索。本段的繞道的選擇為捕龍蝦（Surf）或嚐香腸（Turf）。選擇捕龍蝦的隊伍，必須乘船出海把六個捕龍蝦籠拉上船，並使用橡皮筋將裡面的龍蝦的螯固定起來。當他們固定完六隻龍蝦後，將乘原船回港，並將龍蝦交給餐廳的主廚。選擇嚐香腸的隊伍，必須先到一個旅店前的攤位記住12種香腸的德文名字。之後，前往港邊向廚師正確回答出這12種香腸的名字後，即可獲得下一道線索。
附加任務：
- 在21號碼頭，隊伍必須參觀此地，並在移民官所發給的護照上集滿七個戳章，方可獲得下一道線索。
- 在聖約翰英國國教堂內，隊伍取得的線索為加拿大的十分錢硬幣。隊伍必須判斷出此硬幣上面所繪製的船隻為藍鼻號，並前往該船所在地的提示站。

### 第9段（新斯科細亞省→紐芬蘭與拉布拉多省）
播出日期：2013年9月9日

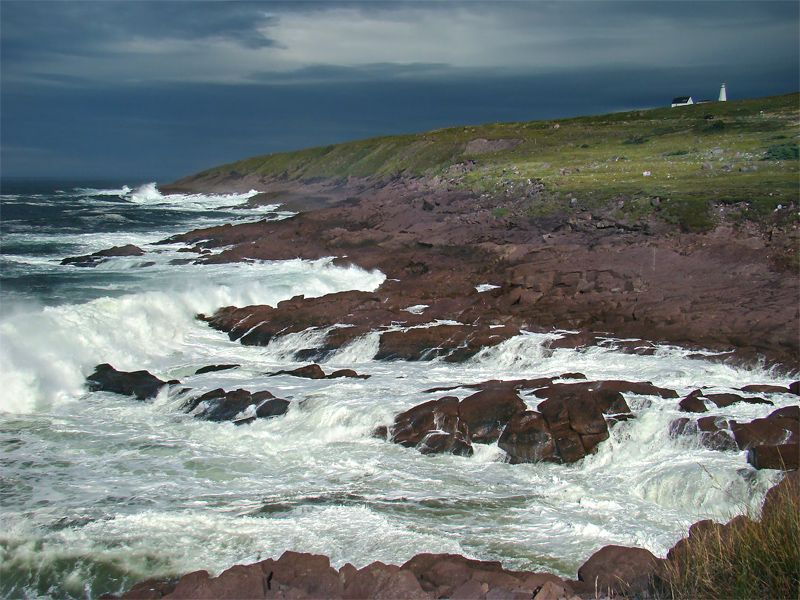
第9段的提示站為加拿大以至北美的極東點–斯皮爾角

- 盧嫩堡至布雷頓角島北悉尼
- 北悉尼至 紐芬蘭與拉布拉多省钱纳尔-巴斯克港
- 聖約翰斯（橫加公路東端起點 – 泰瑞·福克斯紀念像）
- 聖約翰斯奇地維地（英语：Quidi Vidi）區（奇地維地釀酒公司（英语：Quidi Vidi Brewing Company））
- 聖約翰斯（謝亞高地（英语：Shea Heights Overlook））
- 聖約翰斯（港畔公園 Archive.today的存檔，存档日期2013-09-10和霍羅威街 或 佩提港-馬多克斯灣碼頭）
- 聖約翰斯（奧布來恩樂器公司（O′Brien's Music Store））
- 聖約翰斯（阿瓦隆半島 – 斯皮爾角（英语：Cape Spear））

本段的繞道選擇為講故事（Tell a Tale）或放狗（Wag a Tail）。選擇講故事的隊伍需前往佩提港碼頭尋找兩名當地漁夫，各隊聆聽完漁夫以紐芬蘭英語敘述的故事後，需到碼頭另一端向另一批漁夫一字不漏地重述該故事來領取任務線索。選擇放狗的隊伍則需在港畔公園選擇一頭紐芬蘭犬，然後把四打雞蛋和12支牛奶放進小車裏，再帶領紐芬蘭犬將小車拉上極為陡峭的霍羅威街（Holloway Street），將車上物品完好無缺地送到四戶人家。在此段的路障中，各隊其中一名隊員需在街頭賣藝並籌得50加元。
附加任務：
- 各隊在巴斯克港離開渡輪後，需衝往停靠在碼頭旁的三輛客車，並乘客車前往聖約翰斯。第一輛客車只載一隊，並較第二輛客車早15分鐘出發。第二輛客車亦只載一隊，亦較第三輛客車早15分鐘出發。第三輛客車則載有餘下兩隊。
- 各隊在泰瑞·福克斯紀念像需背熟一段福克斯名言，抵達奇地維地釀酒公司後則需背出該名言，成功的話則獲准進入一個傳統紐芬蘭式聚會，再需在此親吻一條鱈魚和喝一杯紐芬蘭冧酒（英语：Newfoundland Screech）。

### 第10段（紐芬蘭與拉布拉多省→安大略省）
播出日期：2013年9月16日

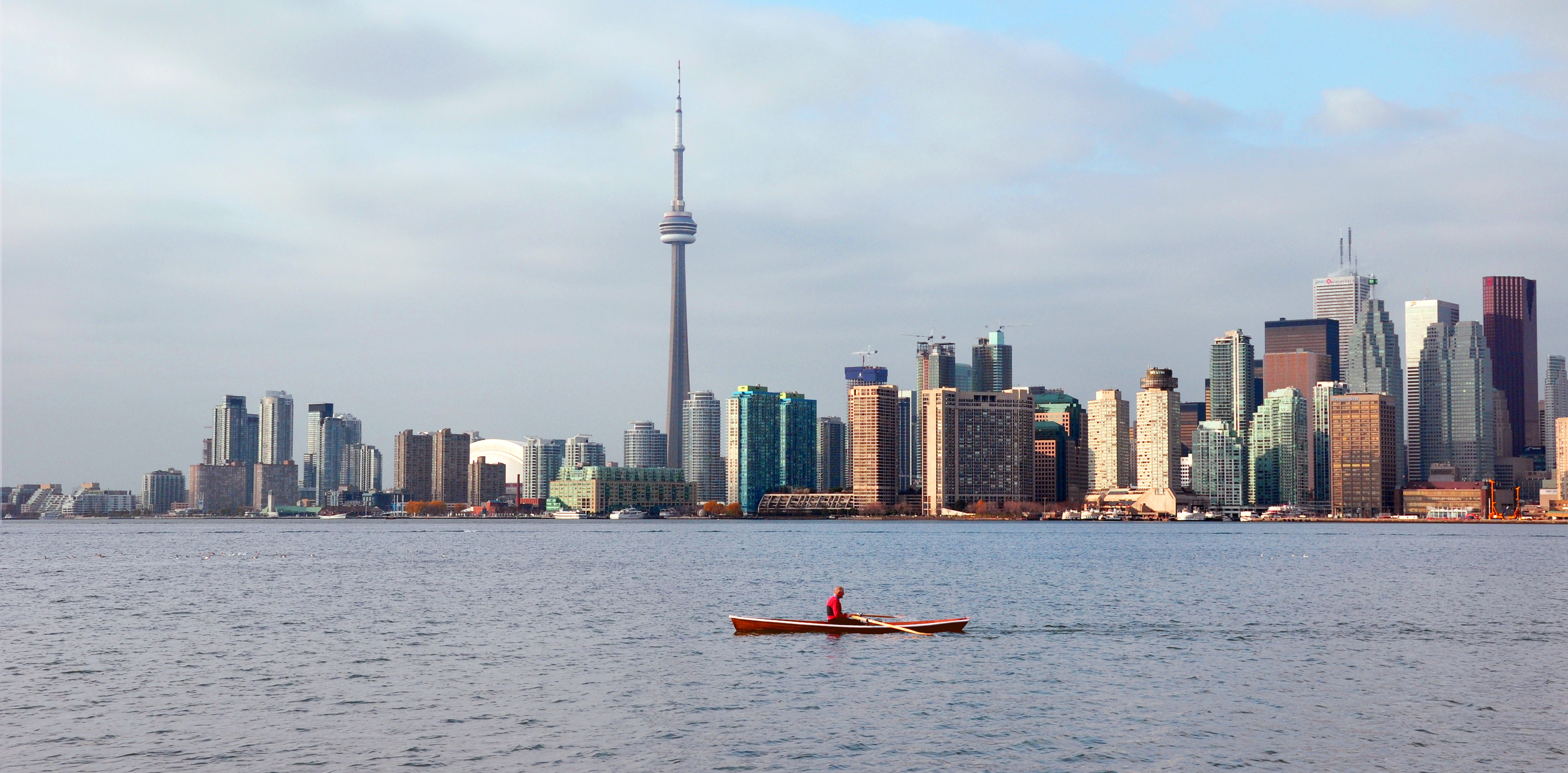
多倫多群島中的奧林匹克島為《驚險大挑戰加拿大版》第一季的終點站；此圖為從奧林匹克島觀望多倫多市中心天際線的景象

- 由聖約翰斯（聖約翰斯國際機場）飛往 安大略省密西沙加（多倫多皮爾遜國際機場）
- 多倫多（L字塔（英语：L Tower））
- 多倫多（吉百利朱古力工廠）
- 多倫多士嘉堡區（多倫多動物園）
- 多倫多（當河谷磚工廠（英语：Don Valley Brick Works））
- 多倫多（傑克·林頓渡輪碼頭至中央島碼頭）
- 多倫多（多倫多群島 – 奧林匹克島 （页面存档备份，存于））

在最後一段的第一個路障中，各隊其中一名隊員需沿44層高的L字塔外牆作俯瞰式繞繩下降。在第二個路障中，另一名隊員則需在一塊大型加拿大地圖上認出比賽到訪過的各個省和地區，並將該省或地區的旗幟和代表花圖案貼在地圖上。
附加任務：
- 各隊在吉百利朱古力工廠需在一大批Caramilk朱古力之中找尋三塊黃金朱古力的其中一塊，然後到總裁辦公室領取一條金色鑰匙，再以該鑰匙開啓一個夾萬來領取下一個任務線索。
- 各隊需在多倫多動物園園内找尋任務線索箱；線索箱設於大熊貓展覽館内。

## 收視
| # | 播出日期      | 該集標題                              | 觀眾人數 （百萬） | 當晚排名 | 當周排名 |
| - | ------------- | ------------------------------------- | ----------------- | -------- | -------- |
| 1 | 2013年7月15日 | "Where in the World is Ogopogo?"      | 3.50              | 1        | 1        |
| 2 | 2013年7月22日 | "Se Hou Leng"                         | 2.871             | 1        | 1        |
| 3 | 2013年7月29日 | "Hoodoos and Hoodonts"                | 2.909             | 1        | 1        |
| 4 | 2013年8月5日  | "Grab a Nug"                          | 2.425             | 1        | 1        |
| 5 | 2013年8月12日 | "Death By Lentils"                    | 2.870             | 1        | 1        |
| 6 | 2013年8月19日 | "Check the Cannons!"                  | 2.943             | 1        | 1        |
| 7 | 2013年8月26日 | "We Don't Have Time for the Bathroom" | 2.790             | 1        | 1        |
| 8 | 2013年9月2日  | "Clutch and Release"                  | 2.789             | 1        | 1        |

## 外部連結
- The Amazing Race Canada at CTV （页面存档备份，存于）
- The Amazing Race Canada （页面存档备份，存于） on Twitter
- Official Casting Website （页面存档备份，存于）